# 에가노쇼역
에가노쇼역(일본어: 恵我ノ荘駅)은 일본 오사카부 하비키노시에 위치한 긴키 닛폰 철도 미나미오사카 선의 철도역이다. 역 번호는 F 11이며, 상대식 승강장 2면 2선의 구조를 갖춘 지상역이다.

## 타는 곳
| 1 | F 미나미오사카 선 | 하행 | 후지이데라 · 후루이치 · 가시하라진구마에 · 요시노 · 가와치나가노 방면 |
| 2 | F 미나미오사카 선 | 상행 | 오사카아베노바시 방면                                                 |

## 이용 현황
- 2005년 11월 8일 : 12,419명
- 2008년 11월 18일 : 11,538명
- 2010년 11월 9일 : 10,905명
- 2012년 11월 13일 : 10,618명
- 2015년 11월 10일 : 10,801명

## 역 주변
- 오쓰카야마 고분
- NHK 라디오 하비키노 송신소 · 미하라 송신소

## 인접 역
| 긴키 닛폰 철도 미나미오사카 선           | 긴키 닛폰 철도 미나미오사카 선 | 긴키 닛폰 철도 미나미오사카 선     |
| ---------------------------------------- | ------------------------------ | ---------------------------------- |
| F10 가와치마쓰바라 오사카아베노바시 방면 | F 미나미오사카 선              | 다카와시 F12 가시하라진구마에 방면 |